# Schlacht bei Vesontio
Die Schlacht von Vesontio erfolgte im Mai 68 n. Chr. zwischen den gallischen Aufständischen des Gaius Iulius Vindex und Lucius Verginius Rufus, dem Statthalter von Obergermanien. Sie fand bei Vesontio (Besançon), dem Hauptort der Sequaner statt und endete mit dem Sieg des Verginius Rufus.

## Politischer Kontext
Im März des Jahres 68 hatte der gallische Statthalter Vindex einen offenen Aufstand gegen den römischen Kaiser Nero begonnen. Gegen ihn zog der Statthalter von Obergermanien, Verginius Rufus mit den beiden in Mogontiacum (Mainz) stationierten Legionen, der Legio XXII Primigenia und der Legio IIII Macedonica, sowie mit Abteilungen von Legionen aus Niedergermanien.
Als Vindex davon hörte, brach er die Belagerung der Nero treuen Provinzhauptstadt Lugdunum (Lyon) ab und zog Verginius entgegen. Er traf bei Vesontio auf ihn, das Verginius Rufus belagerte, weil sich die Sequaner Vindex angeschlossen hatten.

## Schlachthergang
Aufgrund der dürftigen Quellenlage ist der Verlauf der Schlacht nicht zu rekonstruieren. Cassius Dio berichtet, dass sich Verginius Rufus und Vindex zu einer Unterredung trafen und sich auf ein gemeinsames Vorgehen gegen Nero einigten. Gegen den Willen der Feldherrn sei es zur Schlacht gekommen, als die gallischen Soldaten auf die Truppen des Verginius rückten, um sich mit ihnen zu vereinigen. Verginius Soldaten dachten wohl, es handele sich um einen Angriff. Auch Plutarch erwähnt eine Schlacht gegen den Willen der Feldherrn.
Nach der Niederlage beging Vindex Selbstmord.
In der Forschung ist umstritten, ob Verginius Rufus zu diesem Zeitpunkt noch für Nero kämpfte oder von ihm abgefallen war.

## Bedeutung
Bei dem mit Vindex verbündeten Usurpator Galba führte die Nachricht von der Niederlage und dem Tod des Vindex zu Unsicherheit, da er nicht wusste, ob Verginius für Nero gesiegt hatte oder sich selbst zum Kaiser machen wollte. Galba war ihm in jedem Fall militärisch unterlegen. Abwartend zog er sich nach Clunia zurück. Erst die Nachricht aus Rom, dass der Senat Galba im Juni zum Kaiser erhoben und Nero Selbstmord begangen hatte, brachte Klarheit.